# Antakya
Antakya (arabul انطاكية, Anṭākiya; görögül: Andióhia [Αντιόχεια]) Törökország Hatay tartományának székhelye. A várost az ókorban Antiókhia néven ismerték.

## Története
Antakya (Antiókhia) története Nagy Sándor halálával kezdődik, bár korábban is voltak kisebb települések ezen a területen, egyes vélemények szerint a szíriai Alisar, vagy Alimus néven az i. e. 9. században említett vár is azonos vele. A makedón király egyik hadvezére, I. Antigonosz Monophthalmosz alapított várost az Orontész folyó partján Kr. e. 306-ban, Antigonia néven, amit utóbb I. Antiokhosz Szótér, a Szeleukida Birodalom királya saját magáról neveztetett el. Kr. e. 64-re a város Pompeius révén a Római Birodalom kezére került, hamarosan a birodalom harmadik legnagyobb városa lett, mintegy 300 000 ember lakta. A kereszténység elterjedése után fontos keresztény központ lett, több fontos zsinatot is tartottak itt. A bizánci korban a várost hatalmas földrengés rázta meg, ami után lassan hanyatlani kezdett. 638-ban muszlim arabok hódították meg. 1517-ben az Oszmán Birodalomhoz került. Az első világháború után Szíriához csatolták, de Törökországnak 1938-ban sikerült elérni, hogy a Szíriát uraló franciák török kézre adják.

## Gazdasága
Antakya gazdaságának fő mozgatója a kereskedelem, a mezőgazdasági termékek illetve mezőgazdasági gépek gyártása. Ezen kívül a bőripar, a cipő- és bútorgyártás is jelen van. A munkavállalók mintegy 57%-a a mezőgazdaságban dolgozik, 9,2%-a az iparban, 33,78% pedig a szolgáltatóiparban. A munkanélküliség 5%.